# Lupinus ellsworthianus
Lupinus ellsworthianus är en ärtväxtart som beskrevs av Charles Piper Smith. Lupinus ellsworthianus ingår i släktet lupiner, och familjen ärtväxter. Inga underarter finns listade i Catalogue of Life.